# Ekonomska šola Novo mesto
Ekonomska šola Novo mesto je javni zavod v Novem mestu.
Šola izvaja srednješolske programe:
- ekonomska gimnazija
- ekonomski tehnik
- medijski tehnik
- trgovec

V okviru šole deluje tudi Višja strokovna šola, ki izvaja programa ekonomist in medijska produkcija.